# Uitteeltdepressie
Uitteeltdepressie is de vermindering van de prestaties van populaties wanneer kruisingen tussen twee genetisch verre groepen of populaties resulteren in een vermindering van de fitness. Uitteeltdepressie staat in contrast met inteeltdepressie, hoewel de twee effecten gelijktijdig kunnen optreden. Uitteeltdepressie is een risico dat soms de mogelijkheden voor genetisch herstel of vergroting beperkt. Het wordt beschouwd als een postzygotische reactie omdat uitteeltdepressie meestal tot uitdrukking komt in de prestaties van het nageslacht.
Uitteeltdepressie komt op twee manieren voor:
- Het ontstaan van tussenliggende genotypen die een kleinere fitness hebben dan beide ouderlijke vormen. Selectie in de ene populatie kan bijvoorbeeld de voorkeur geven aan een grote lichaamsgrootte, terwijl in een andere populatie een kleine lichaamsgrootte voordeliger kan zijn, terwijl individuen met een tussenliggende lichaamsgrootte in beide populaties relatief benadeeld zijn. Nog een voorbeeld: in het Tatragebergte resulteerde de introductie van de steenbok uit het Midden-Oosten in hybriden die kalveren voortbrachten in de koudste tijd van het jaar.[4]
- Uitsplitsing van biochemische of fysiologische compatibiliteit. Binnen geïsoleerde kruisingspopulaties worden allelen geselecteerd in de context van de lokale genetische achtergrond. Omdat dezelfde allelen nogal verschillende effecten kunnen hebben in verschillende genetische achtergronden, kan dit resulteren in verschillende lokaal gecoadapteerde genen. Kruisen van individuen met verschillend aangepaste genen kan resulteren in verstoring van dit selectieve voordeel, wat resulteert in een verlies aan fitness.